# قوشتشينور
قوشتشينور هي بلدة في مقاطعة خطيرجي في ولاية نواوي في أوزبكستان.